# Dioscorea glandulosa
Dioscorea glandulosa är en enhjärtbladig växtart som först beskrevs av August Heinrich Rudolf Grisebach, och fick sitt nu gällande namn av Johann Friedrich Klotzsch och Carl Sigismund Kunth. Dioscorea glandulosa ingår i släktet Dioscorea och familjen Dioscoreaceae.

## Underarter
Arten delas in i följande underarter:
- D. g. calcensis
- D. g. glandulosa